# Zbigniew Klonowski
Zbigniew Henryk Klonowski (ur. 2 stycznia 1933 w Grudziądzu) – polski działacz partyjny i państwowy, inżynier górnictwa, doktor nauk technicznych, dyrektor naczelny Głównego Instytutu Górnictwa (1974–1975), podsekretarz stanu w Ministerstwie Górnictwa (1980–1981).

## Życiorys
Syn Walentego i Marii. W 1950 zdał egzamin maturalny w Świdnicy, następnie uzyskiwał stopnie inżyniera (1954) i magistra (1967) na Wydziale Górniczym Politechniki Śląskiej. W 1970 obronił doktorat nauk technicznych na podstawie rozprawy pt. „Skutki ekonomiczne operatywnych zmian form organizacji dla bezpiecznego wybierania pokładów tąpiących”.
W latach 1949–1956 należał do Związku Młodzieży Polskiej. Od 1954 zatrudniony w KWK „Rokitnica” w Zabrzu, awansując od nadgórnika do zastępcy kierownika robót górniczych. Następnie zajmował stanowiska kierownika robót górniczych w KWK „Miechowice” w Bytomiu (1958) i zastępcy naczelnego inżyniera KWK „Mikulczyce” w Zabrzu (1958–1960). Później był inspektorem Okręgowego Urzędu Górniczego w Gliwicach i kopalń w Zabrzańskim Zjednoczeniu Przemysłu Węglowego, naczelnym inżynierem (1962–1969) i dyrektorem (1969–1974) KWK „Miechowice”. Od października 1974 do listopada 1975 naczelny dyrektor Głównego Instytutu Górnictwa, potem do października 1980 naczelny dyrektor Zabrzańskiego Zjednoczenia Przemysłu Węglowego. W tych samych latach prezesował klubowi piłkarskiemu Górnik Zabrze.
W 1966 wstąpił do Polskiej Zjednoczonej Partii Robotniczej. Zasiadał w egzekutywie Komitetu Zakładowego PZPR przy KWK „Miechowice”, Komitetu Dzielnicowego w Katowicach oraz Komitetu Miejskiego w Zabrzu. W okresie od października 1980 do sierpnia 1981 piastował funkcję podsekretarza stanu w Ministerstwie Górnictwa.